# Josef Schneider
Josef Schneider (1891 - maj 1966) var en schweizisk roer.
Schneider vandt bronze i singlesculler ved OL 1924 i Paris, i en finale hvor Jack Beresford fra Storbritannien og amerikaneren William Gilmore vandt henholdsvis guld og sølv.
Schneider vandt to gange, 1924 og 1926 guld i singlesculler ved EM i roning. I 1925 vandt han sølv i samme disciplin.

## OL-medaljer
- 1924:  Bronze i singlesculler